# Gymnocalycium amerhauseri
Gymnocalycium amerhauseri là một loài thực vật có hoa trong họ Cactaceae. Loài này được H.Till mô tả khoa học đầu tiên năm 1994.